# Castle Clinton
A Castle Clinton, ill. Fort Clinton, korábbi nevén a Castle Garden, 1808 és 1811 között, a New Yorkot védő erődrendszer részeként megépített erőd New Yorkban, Manhattan legdélibb csücskén, a jelenlegi Battery Parkban. A Felső New York-i öbölben megépített erődrendszer az Ellis Islanden, Governors Islanden (Castle Williams, Fort Jay) és a Liberty Islanden megépített további erődökkel együtt védte volna New Yorkot egy esetleges angol invázió során. Az eredetileg egy kicsiny, tengerben álló szirtre, mesterséges szigetre épített erőd nem sokkal felhúzása után funkcióját vesztette, így 1824-ben Castle Garden néven átadták a köz számára.
Ekkortól a Castle Gardenben legkülönbözőbb rendezvényeket szerveztek, koncerteket, táncesteket, sörfesztiválokat, operaelőadásokat. Csarnokában fogadták a város híres látogatóit is, köztük La Fayette márkit, Andrew Jackson amerikai elnököt. Kossuth Lajost 1851-ben ugyanitt üdvözölték  a szabadságharccal szimpatizáló amerikaiak. P. T. Barnum, a cirkuszkirály-impresszárió itt mutatta be a New York-iaknak a kor leghíresebb énekesnőjét, a svéd Jerry Lindet, ekkor 6000 fő töltötte meg a Catle Gardent.
A tengerben álló erőd környékét 1855-ben töltötték fel, 1855-től bevándorlóközpont működött itt, az ország első ilyen állomása, majd az Ellis Island-i bevándorlóközpont megnyitása után, 1890-ben ezt felszámolták, addigra több mint 8 millió bevándorlót regisztráltak itt. Ezt követően, 1896 és 1941 között a New York City Aquarium működött a területén, majd miután azt a Coney Islandre  költöztették, 1975-ben nagyjából az eredeti állapotában felújítva Castle Clinton National Monument néven nyitotta meg kapuit a látogatók számára.

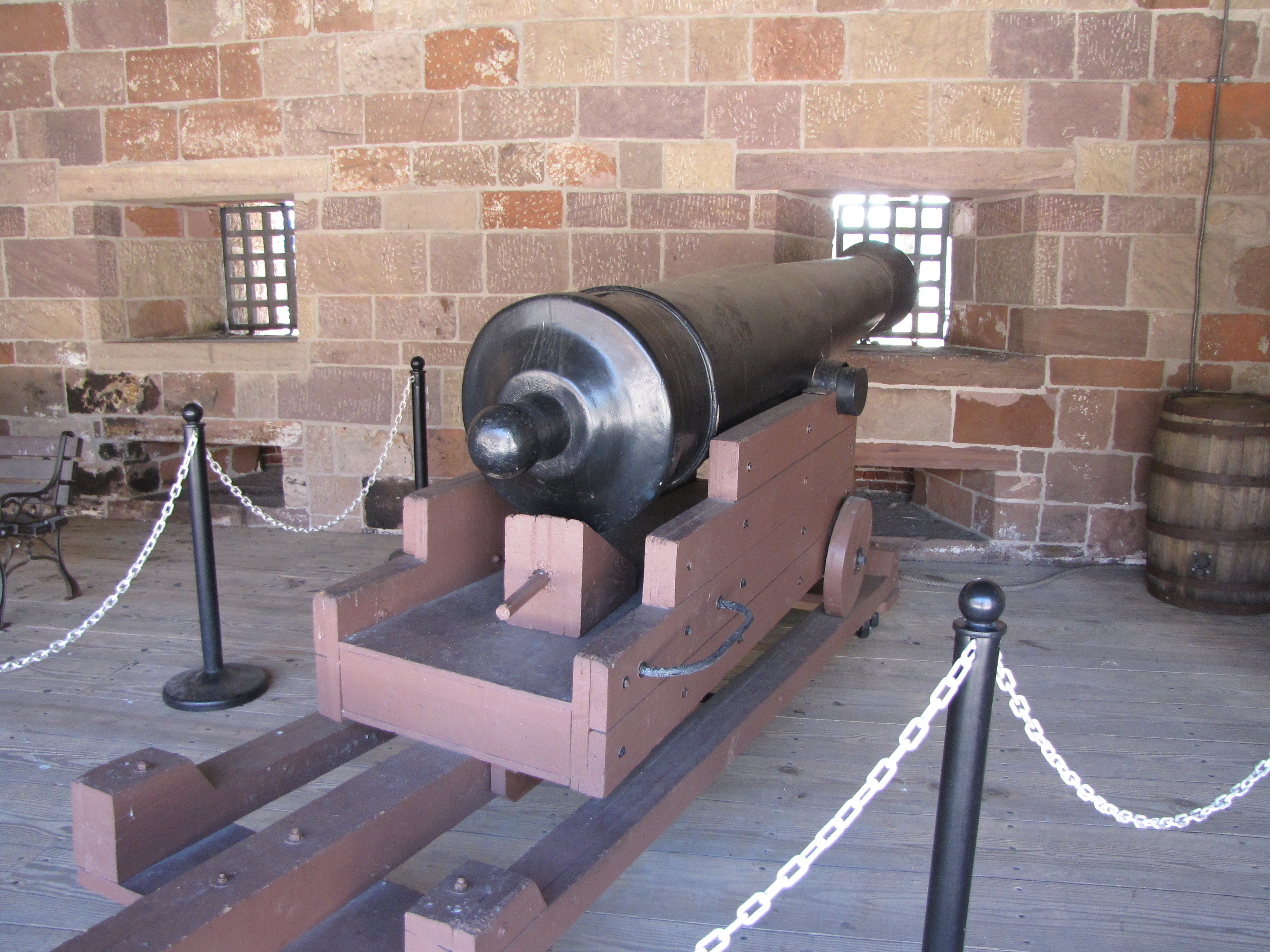
Egy ágyú az erőd falánál
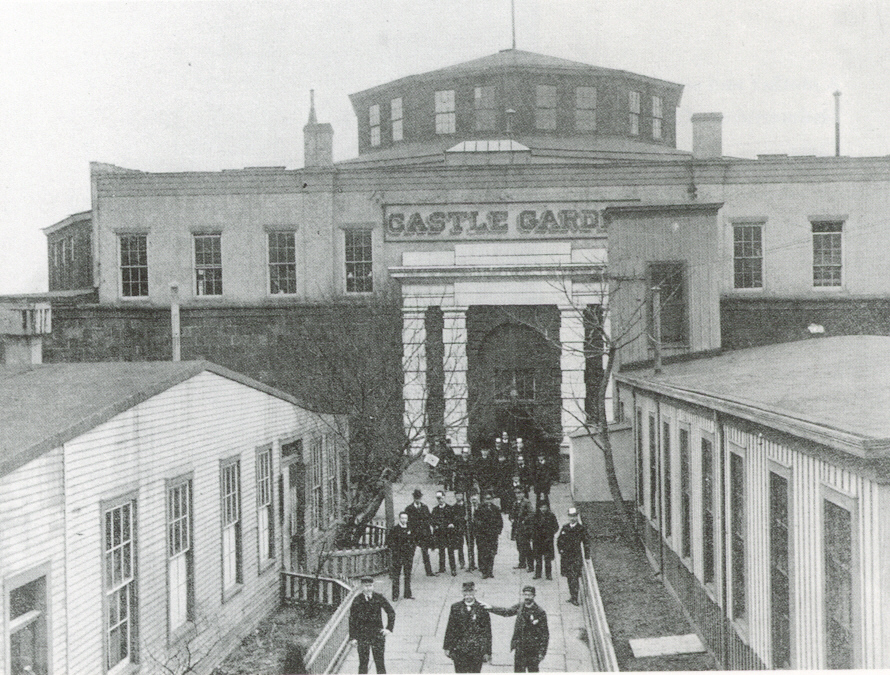
A Castle Garden mint bevándorló központ
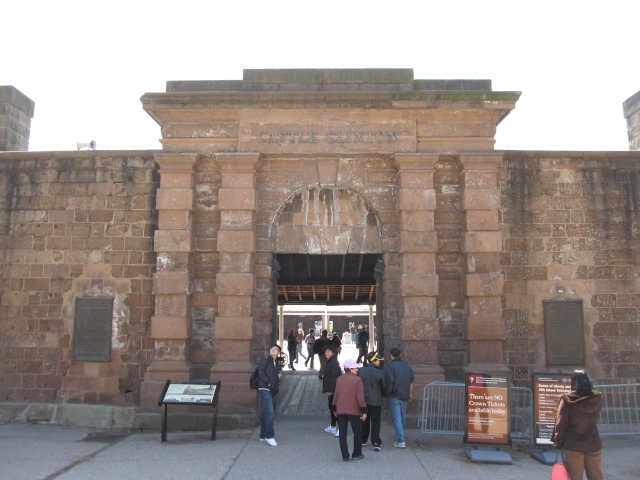
Az egykori erőd bejárata 2010-ben

## További információ
- Hivatalos honlapja